# Chi Cá nhệch
Chi Cá nhệch (tên khoa học: Pisodonophis) là chi động vật thuộc họ Ophichthidae, bộ Cá chình. Chi này gồm có các loài:
- Pisodonophis boro (F. Hamilton, 1822)
- Pisodonophis cancrivorus (J. Richardson, 1848)
- Pisodonophis copelandi Herre, 1953
- Pisodonophis daspilotus C. H. Gilbert, 1898
- Pisodonophis hijala (F. Hamilton, 1822)
- Pisodonophis hoeveni (Bleeker, 1853)
- Pisodonophis hypselopterus (Bleeker, 1851)
- Pisodonophis sangjuensis H. S. Ji & J. K. Kim, 2011
- Pisodonophis semicinctus (J. Richardson, 1848)

## Hình ảnh

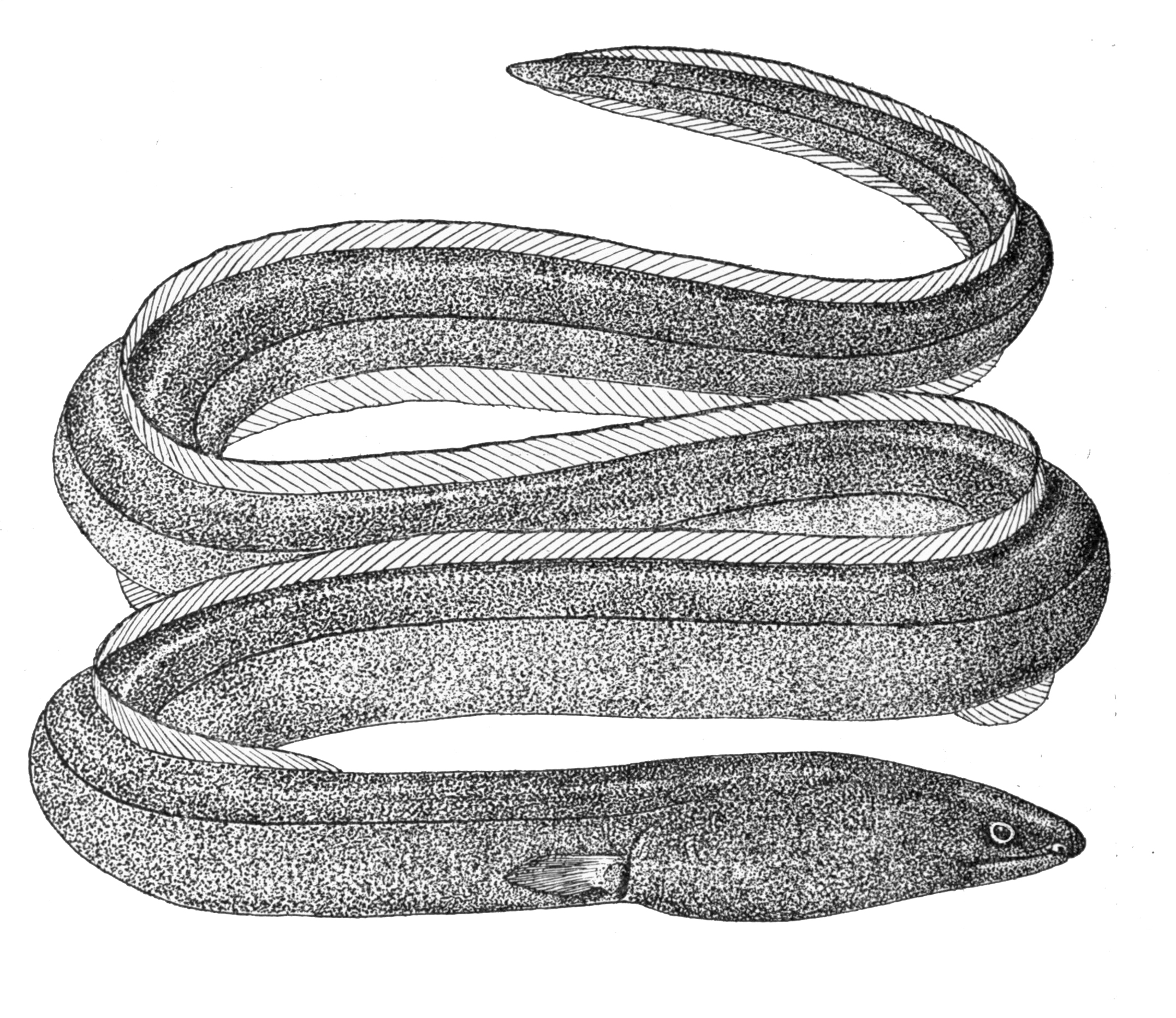